# Johan Brolenius
Per Johan Brolenius, né le 7 juin 1977 à Örebro, est un skieur alpin suédois. Il a été actif au niveau international de 1998 à 2009, se consacrant essentiellement au slalom.

## Biographie
Membre du club d'Örebro, il dispute sa première saison eu niveau international en 1994-1995, où il court les Championnats du monde junior à Voss, pour se classer notamment sixième du slalom. En 1997, il marque ses premiers points dans la Coupe d'Europe, avant de faire ses débuts dans la Coupe du monde en janvier 1998 à Kranjska Gora.
En février 1999, il passe un cap en montant sur son premier podium dans la Coupe d'Europe au slalom de Tarvisio, puis remporte en fin de saison le championnat de Suède en slalom. Kranjska Gora est aussi le site où il inscrit ses premiers points dans la Coupe du monde, finissant vingtième sur le slalom en fin d'année 1999. Quelques semaines plus tard, il termine encore plus haut, se plaçant neuvième à Chamonix, puis dixième à Kitzbühel.
En 2001, il est moins régulier, enregistrant une dixième place à Wengen tout de même et une sélection aux Championnats du monde à Sankt Anton (abandon). 2002, il est encore moins bon, n'arrivant à terminer dans les points en Coupe du monde. En 2003, il est notamment neuvième du slalom de Schladming et treizième du slalom des Championnats du monde à Saint-Moritz, avant d'effectuer sa meilleure saison dans l'élite l'hiver suivant, où il est sixième du slalom de Park City et marque aussi des points dans la discipline du combiné. Brolenius dans sa quête du podium ne parvient pas à améliorer ses performances, obtenant deux nouvelles sixièmes places à Schladming et Kranjska Gora en 2005.
En 2006, il est sélectionné pour ses seuls jeux olympiques à Turin, où il prend la huitième place au slalom et la dix-huitième au combiné.
En mars 2008, alors peu en réussite ses dernières saisons (il gagne deux courses en Coupe d'Europe pour se relancer), il fait son retour dans le top dix au plus haut niveau, prenant la huitième place à Garmisch-Partenkirchen.
Début 2009, il connaît peut-être la meilleure forme de sa carrière, se classant notamment cinquième du slalom de Zagreb, son meilleur résultat de sa carrière dans l'élite, puis arrive sixième et septième en Autriche. Ensuite aux Championnats du monde à Val d'Isère, sur sa seule course, le slalom, il réalise le deuxième temps de la première manche à quatre centièmes de Manfred Pranger, qui deviendra champion du monde, alors que Brolenius chutera dans la deuxième manche dans les conditions glaciales.
En mars 2009, il dispute son ultime compétition dans la Coupe du monde à Åre devant son public suédois, concluant par un abandon en slalom.

## Palmarès

### Jeux olympiques d'hiver
| Épreuve / Édition | Descente | Super G | Slalom géant | Slalom | Combiné |
| JO 2006 Turin     | —        | —       | —            | 8e     | 18e     |

Légende :
- — : Johna Brolenius n'a pas participé à cette épreuve

### Championnats du monde
| Épreuve / Édition | Sankt Anton 2001 | Saint-Moritz 2003 | Bormio 2005 | Val d'Isère 2009 |
| Slalom géant      |                  |                   | Abandon     |                  |
| Slalom            | Abandon          | 19e               | Disqualifié | Abandon          |

### Coupe du monde
- Meilleur classement général : 41e en 2004.
- Meilleur résultat : 5e.

| Saison/Classement | Général | Général | Slalom | Slalom | Combiné | Combiné |
| Saison/Classement | Class.  | Points  | Class. | Points | Class.  | Points  |
| ----------------- | ------- | ------- | ------ | ------ | ------- | ------- |
| 2000              | 55e     | 124     | 21e    | 124    | -       | -       |
| 2001              | 98e     | 38      | 36e    | 38     | -       | -       |
| 2003              | 73e     | 73      | 28e    | 73     | -       | -       |
| 2004              | 41e     | 201     | 16e    | 175    | 17e     | 26      |
| 2005              | 56e     | 112     | 18e    | 112    | -       | -       |
| 2006              | 66e     | 97      | 24e    | 97     | -       | -       |
| 2007              | 82e     | 72      | 28e    | 72     | -       | -       |
| 2008              | 62e     | 115     | 26e    | 115    | -       | -       |
| 2009              | 49e     | 167     | 16e    | 167    | -       | -       |

### Coupe d'Europe
- 6e du classement du slalom en 2007.
- 9 podiums, dont 2 victoires.

### Championnats de Suède
- 2 fois champion de Suède du slalom en 1999 et 2002.